# Suze la Chapelle-Roobol

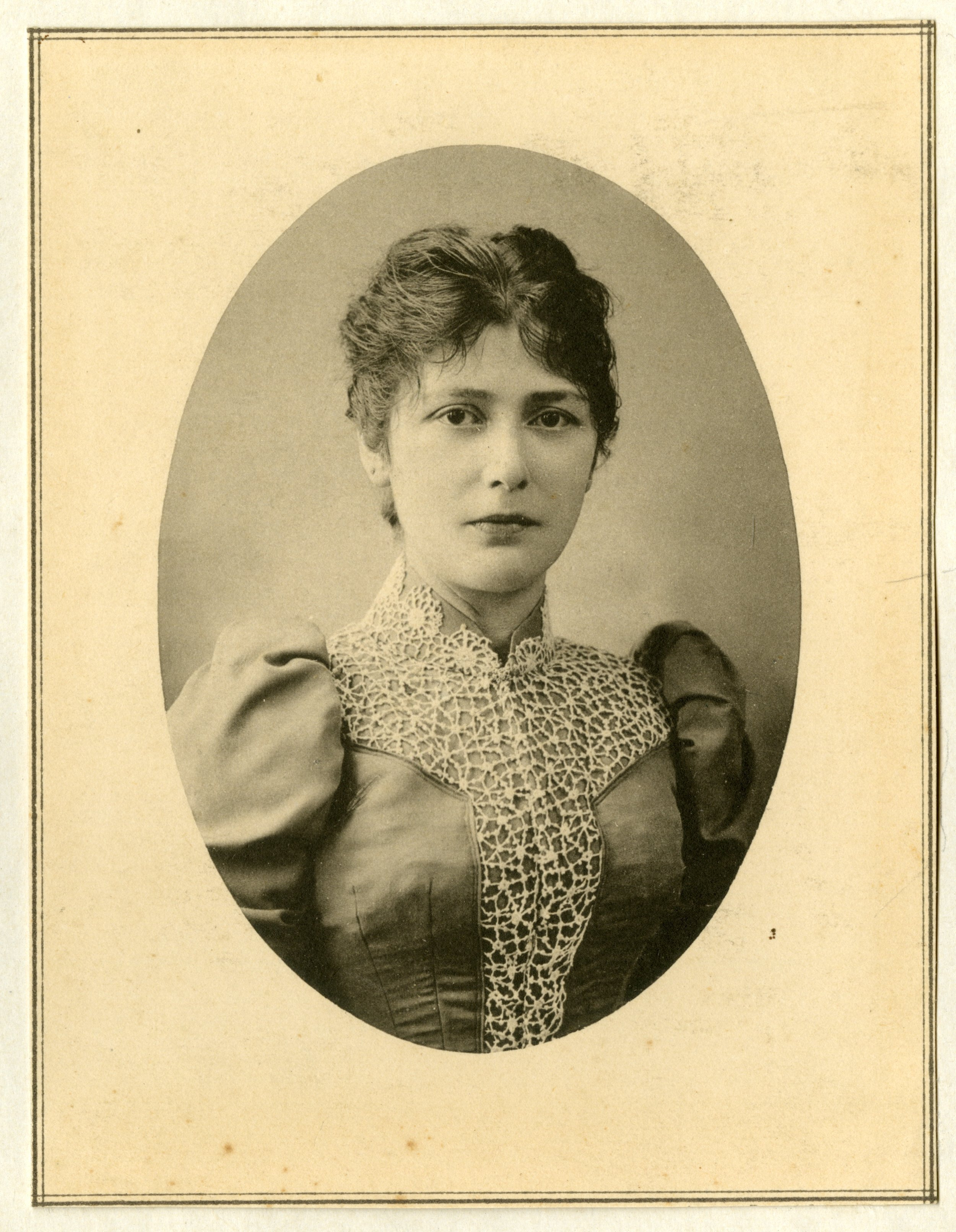
Die Schriftstellerin Suze la Chapelle-Roobol

Suze la Chapelle-Roobol (* 15. April 1856 in Den Haag; † 17. September 1923 ebenda) war eine niederländische Schriftstellerin. In Deutschland ist sie durch den vierten Band der Mädchenbuch-Reihe Der Trotzkopf bekannt. Der Roman erschien 1905 unter dem Titel Stijfkopje als grootmoeder und wurde von Anna Herbst ins Deutsche übertragen.

## Leben
La Chapelle-Roobol stammt aus einer Künstlerfamilie aus Den Haag. Ihr Onkel war Theaterdirektor der Stadsschouwburg Amsterdam. Sie verwitwete als ihr Sohn, der spätere Theaterschauspieler Philippe la Chapelle, gerade ein Jahr alt war und versuchte sich mit der Schriftstellerei ein Einkommen zu sichern. Sie schrieb über vierzig Romane, Novellen und Theaterstücke und fertigte auch einige Übersetzungen an. Ihre Urenkelin Nel Kars ist ebenfalls Schauspielerin. 

## Trivia
Angeblich war Suze la Chapelle das Vorbild für Eline Vere, Protagonistin des gleichnamigen Romans von Louis Couperus.

## Werke
- Drie novellen, 1883.
- Echte en valsche steenen, 1884.
- Ondoordacht, 1885.
- Een luchtkasteel, 1886.
- Nora, 1887.
- De schoonmama en andere romans, 1893.
- IJdelheid, 1893.
- Eene misrekening, 1893.
- Moeder en zoon, 1896.
- Egoïsme, 1896.
- Schuldbesef, 1897.
- Een uit velen, 1898.
- De familie de Regt, 1899.
- Mevrouw Castendijk en haar nichtjes, 1900.
- Schuld, 1900.
  - Deutsche Übersetzung: Schuld. Deutsch von Martha Hartmann-Sommer. 1906.
- Voor't oog van de wereld, 1901.
- Ouders en kinderen, 1904.
- Stijfkopje als grootmoeder, 1904.
  - Deutsche Übersetzung: Trotzkopf als Großmutter. Deutsch von Anna Herbst. 1905
- Eene teleurstelling, 1905.
- Een sterfgeval, 1905.
- In Tweestrijd, 1909
- Een boete: toneelspel in 4 bedrijven, 1910.
- Uit het leven, 1910.
- De gezusters Meienhof, 1912.
- Het voorbeeld, 1914.
- Een Waan, 1916.
- Het verleden, 1917.
- Vriendinnen, 1918.
- De familie van den Binckhorst, 1919.
- De sterkste band, 1920.
- Moeder en dochter, 1922.
- Het Japansche Huis, 1924.
- Weelde-Drang, 1924.
- Bartje, 1925.
- Het gelukskind, 1930.